# Crinia sloanei
A Crinia sloanei a kétéltűek (Amphibia) osztályának békák (Anura) rendjébe, a Myobatrachidae családba, azon belül a Crinia nembe tartozó faj.

## Előfordulása
Ausztrália endemikus faja. Új-Dél-Wales állam középső részétől Victoria állam déli területeiig honos. Elterjedési területének mérete körülbelül 108 300 km².

## Megjelenése
Apró termetű békafaj, testhossza elérheti a 20 mm-t. Háta szürke vagy szürkés-olajzöld színű, sötétebb foltokkal. A szemek között gyakran háromszög alakú folt található. A felső ajak mentén függőleges irányú szürke sávok húzódnak. A hasa halvány szürkésbarna, a hímek torka szürkészöld. Pupillája majdnem kerek, a szivárványhártya aranyszínű. Lábain vízszintes sávok húzódnak. Sem a mellső, sem a hátsó lábán nincs úszóhártya, ujjain nincsenek korongok. Ausztrália egyik leggyakoribb békafaja.

## Életmódja
Télen és kora tavasszal szaporodik. A petéket egyenként, a vízfelszín alatti növényzethez rögzítve rakja le mocsarakban, duzzasztott vízeken, tavakban és elárasztott füves területeken. Az ebihalak testhossza elérheti a 3 cm-t, aranybarna vagy szürkés-arany színűek. Gyakran a víztestek alján maradnak, és körülbelül három hónap alatt fejlődnek békává.

## Természetvédelmi helyzete
A vörös lista az adathiányos fajok között tartja nyilván.